# The Clear Word
The Clear Word (pl. Jasne Słowo) – współczesny przekład Biblii Starego i Nowego Testamentu na język angielski. Pod względem typu tłumaczenia jest to parafraza we współczesnej angielszczyźnie. Przekładu dokonał dr Jack Blanco – teolog-biblista Kościoła Adwentystów Dnia Siódmego. Pierwotnie tłumaczenie zostało opublikowane przez Southern Adventist University pod tytułem Clear Word Bible. Obecnie przekład wydawany jest przez oficjalne wydawnictwo Kościoła Adwentystów Dnia Siódmego – Review and Herald Publishing Association. Tekst podzielony jest na dwie szpalty i utrzymany w tradycyjnym układzie rozdział-werset. 

## Historia
Pierwotnym zamierzeniem dra Blanco w opracowaniu The Clear Word było wykorzystywanie go do osobistego studium Biblii i pracy. Nie zamierzał go publikować. Jednak po odkryciu dzieła przez jego przyjaciół i rodzinę i pod wpływem nacisków z ich strony postanowił opublikować swoje tłumaczenie. Początkowo wydano Nowy Testament, który spotkał się z szerokim zainteresowaniem i przyjęciem. W 1994 r. ukazała się cała Biblia.

## Stosunek Kościoła do przekładu
The Clear Word jest indywidualną inicjatywą dra Blanco i nie posiada oficjalnej autoryzacji ze strony Generalnej Konferencji Kościoła Adwentystów Dnia Siódmego. Nie można go zatem traktować jako aprobowanego przez Kościół. The Clear Word spotkał się jednak z pozytywnym odbiorem wśród części wyznawców i pastorów tego wyznania. Obecnie wielu anglojęzycznych adwentystów korzysta z przekładu dra Blanco i go popularyzuje. W wielu kręgach adwentystycznych cieszy się on dużym uznaniem.

## Podzielone opinie
Wśród wyznawców, duchownych i teologów Kościoła Adwentystów Dnia Siódmego istnieją podzielone opinie co do przekładu. W pewnych kręgach adwentystycznych zyskał on dużą popularność. W obronie przekładu stanął np. były Przewodniczący Generalnej Konferencji Kościoła Adwentystów Dnia Siódmego – pastor Robert Folkenberg. W popularyzację dzieła angażowany był również wielokrotnie oficjalny tygodnik Kościoła – Adventist Review.
Wielu duchownych i teologów Kościoła Adwentystów Dnia Siódmego, szczególnie pracownicy naukowi adwentystycznych uniwersytetów, odnoszą się krytycznie do przekładu. Przykładem takiego stanowiska jest poniższe oświadczenie Dywizji Południowopacyficznej Kościoła:

Nigdzie na świecie Kościół Adwentystów Dnia Siódmego nie posługuje się podczas nabożeństw i klas biblijnych zawierającym liczne odwołania do publikacji Ellen G. White przekładem The Clear Word. Cytaty biblijne są przytaczane z powszechnie znanych i akceptowanych tłumaczeń Biblii w różnych językach. W języku angielskim są to np. Biblia króla Jakuba, New American Standard Bible, czy New International Version.

## Porównanie z innymi przekładami
Porównanie przekładu The Clear Word z tradycyjnymi tłumaczeniami, na przykładzie Biblii warszawskiej:
| Biblia warszawska | The Clear Word w tłumaczeniu na język polski |
| --- | --- |
| 1 Moj 1:1-3 „1Na początku stworzył Bóg niebo i ziemię. 2A ziemia była pustkowiem i chaosem; ciemność była nad otchłanią, a Duch Boży unosił się nad powierzchnią wód. 3I rzekł Bóg: Niech stanie się światłość. I stała się światłość”.                                                       | „1Ta ziemia powstała przez działanie Boga. On stworzył niebiosa i ziemię. 2Ziemia była jedynie zlepkiem stworzonej materii unoszącej się w przestrzeni i pokrytej płaszczem pary. Wszystko było ciemne. W tym czasie Duch Święty krążył nad parą, 3I Bóg rzekł: 'Niech się stanie światłość'. I wszystko zostało skąpane w świetle”. |
| Dan 8:13,14 „13Jak długo zachowuje ważność widzenie dotyczące stałej codziennej ofiary, przestępstwa pustoszenia i bezczeszczenia świątyni i deptania prześlicznej ziemi? 14A ten odpowiedział mu: Aż do dwóch tysięcy trzystu wieczorów i poranków, potem świątynia wróci do swojego prawa”. | „13Jak długo Bóg pozwoli małemu rogowi, aby ten próbował zająć Boże miejsce? Jak długo Bóg pozwoli mu kontynuować wypaczanie prawdy o Sobie i świątyni w niebie, i jak długo pozwoli na prześladowanie Jego ludu? 14Po dwóch tysiącach trzystu proroczych dniach (czyli dwóch tysiącach trzystu latach) Bóg wkroczy do akcji, obwieści prawdę o Sobie Samym i przywróci służbę w świątyni niebiańskiej na właściwe jej miejsce. Będzie to wówczas, gdy rozpocznie się sąd, którego typem było oczyszczenie ziemskiej świątyni”. |
| | |